# Saint-Paul-d'Uzore
Saint-Paul-d'Uzore este o comună în departamentul Loire din sud-estul Franței. În 2009 avea o populație de 129 de locuitori.

## Evoluția populației
| An        | 1975 | 1982 | 1990 | 1999 | 2006 | 2009 |
| --------- | ---- | ---- | ---- | ---- | ---- | ---- |
| Populație | 119  | 117  | 95   | 98   | 121  | 129  |